# Кирха в Кведнау
Кирха в Кведнау (нем. Quednauer Kirche) — кирха в Кведнау (нем. Quednau, ныне называется Северная Гора), районе Кёнигсберга (сейчас — конец улицы Александра Невского в Калининграде). Основана в 1268. Здание кирхи снесено в 1970-е годы.

## История
В середине XIII века Налюбо, представитель прусского нобилитета, обращенный в христианство, получил во владение земли на месте будущего Кведнау. По его указанию в 1268 году на высокой горе была заложена первая деревянная кирха с высокой башней, посвященная святому апостолу Якобу. Вероятно, в начале XIV века кирха была перестроена в камне. В 1302 году упоминалась епископская крепость Кведнау.
В 1507 году кирха на вершине холма была снесена, из валунов и кирпичных блоков было возведено новое строение у подножия холма. До этого башню церкви — навигационный знак — часто принимали за башню кёнигсбергского замка, что приводило к кораблекрушениям. Длина кирхи составляла 75 футов, ширина — 33 фута, высота — 20 футов. В 1534 и в 1737 годах кирха перестраивалась. В 1687 году была сброшена крыша и деформирована башня. В 1807 году кирха была разграблена французскими войсками.
Приход Кведнау был достаточно важен и являлся местом паломничества. В 1567 году священник из Кведнау Антониус Эмбд был приглашен для участия в великом прусском синоде. Интерьер церкви отличался роскошью. Великолепный алтарь был изготовлен в XVII веке мастером Михаэлем Доллем (Michael Doll), резчиком по дереву. Кирха была украшена большим количеством эпитафий XVII—XVIII веков. Около алтаря хранились доспехи Хеннига Шиндекопа, бывшего в 1350-м году комтуром Рагнита и погибшего в 1370-м году в битве при Рудау. Отлитый в 1710-м году колокол кирхи Кведнау сохранился, теперь он находится в Штёкхайме в евангелической лютеранской церкви около Ганновера.
В 1818 году ураганом была повреждена крыша, а в конце XIX века башня была поражена молнией. Все повреждения были восстановлены. Во время второй мировой войны кирха не получила повреждений и работала в 1945-1946 годах для оставшегося немецкого населения. В 1970-х годах здание кирхи было снесено.

## Местоположение
В настоящее время на месте здания кирхи находится жилой многоэтажный дом слева от пересечения улиц Крылова и Александра Невского.